# NGC 7382
NGC 7382 (другие обозначения — PGC 69840, ESO 406-15, MCG -6-50-5, IRAS22476-3707) — спиральная галактика (Sa) в созвездии Журавль.
Этот объект входит в число перечисленных в оригинальной редакции «Нового общего каталога».